# Like a Virgin & Other Big Hits!
Like a Virgin & Other Big Hits! è un EP della cantautrice statunitense Madonna pubblicato solo in Giappone nel 1985 a scopo promozionale per l'album Like a Virgin.

## Tracce
1. Like a Virgin (Extended Dance Mix) – 6:10
2. Holiday (Album Version) – 6:09
3. Lucky Star (Extended Dance Remix) – 7:16
4. Borderline (Extended Dance Remix) – 6:56